# Metro Central Heights

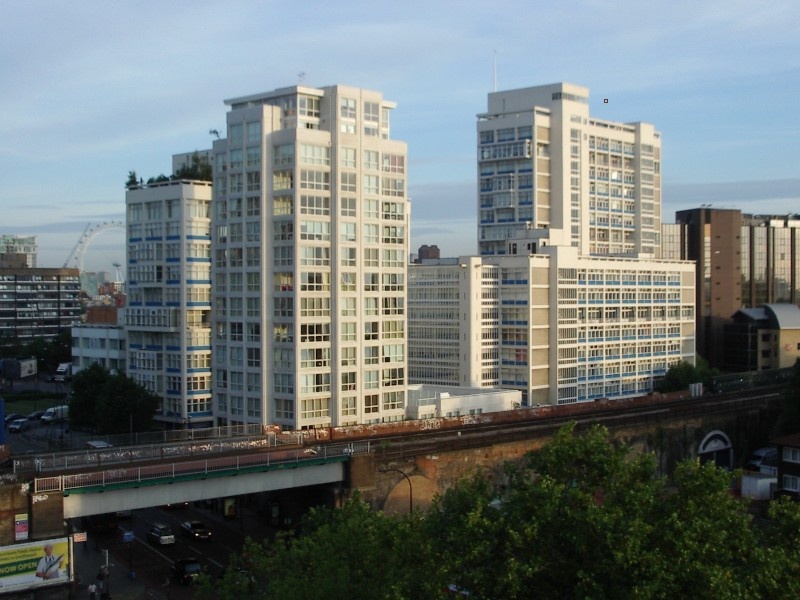
Metro Central Heights

Metro Central Heights è un gruppo di edifici residenziali a Walworth, nel quartiere londinese di Southwark. Era originariamente conosciuto come Alexander Fleming House, un complesso di uffici a più piani progettato dall'architetto Ernő Goldfinger e costruito nei primi anni 1960 per Arnold Lee della Imry Properties. Il progetto fu promosso sia dallo sviluppatore immobiliare Imry che dal London County Council in quanto prometteva la più grande quantità di spazio affittabile e quindi il miglior ritorno finanziario. Alto circa 55 metri, nel suo punto più elevato, lo schema originale consisteva in tre edifici indipendenti, due di sette piani e uno di diciotto, raggruppati attorno a una piazza centrale.
Si trova sulla Newington Causeway, sul lato est dell'affollato incrocio di Elephant and Castle, nel sud-est di Londra.
Ernő Goldfinger propose tre componenti principali dell'architettura moderna, "la struttura permanente, i servizi molto meno permanenti e una componente ancora più fugace, le esigenze umane".
 Queste si applicavano direttamente allo sviluppo in quanto il suo utilizzo non era noto al momento della costruzione. Pertanto, il design interno dell'edificio fu reso il più flessibile possibile, prevedendo spazi aperti facilmente suddivisibili e reindirizzando i servizi.
L'inquilino originale dell'edificio fu il Dipartimento della Sanità e della Previdenza Sociale, noto all'epoca come Ministero della Salute, che probabilmente portò alla denominazione del complesso ad Alexander Fleming House, in onore dello scopritore della penicillina, Alexander Fleming. Il complesso divenne la sede del Dipartimento della Sanità e della Previdenza Sociale e poco dopo Ernő Goldfinger fu incaricato di progettare due blocchi aggiuntivi, D ed E.
L'edificio ricevette un Civic Trust Award nel 1964.
La sede del Dipartimento della Salute divenne famosa per la sindrome dell'edificio malato e i dipendenti pubblici, all'inizio degli anni '90, furono trasferiti in una nuova sede dall'altra parte della strada, prima ad Hannibal House e poi a Skipton House. Lo staff esecutivo si trasferì nella nuova sede di Whitehall, Richmond House.
La flessibilità del design è stata importante quando ha consentito di salvare l'edificio dalla demolizione, nel 1997, consentendo la conversione in un complesso residenziale, ribattezzato "Metro Central Heights", realizzata da St George Plc (una divisione di Berkeley Group Holdings). La conversione lo ha curato dalla sindrome dell'edificio malato e ha aggiunto una palestra e una piscina al complesso. Ora contiene circa 400 monolocali e appartamenti con tre camere da letto che sono costantemente richiesti, soprattutto da "giovani professionisti urbani" che apprezzano la vicinanza di Elephant and Castle alla City e al West End.
Nel corso della ristrutturazione è stato concessa la licenza edilizia per un ulteriore blocco di 15 piani, chiamato Vantage Metro Central, su quello che in precedenza era il parcheggio di superficie. I lavori, iniziati nel febbraio 2004 sono stati completati alla fine del 2008.
Questo era originariamente il sito sia del cinema Odeon, anch'esso progettato da Ernő Goldfinger, ma demolito da Imry nel 1988, sia dell'enorme cinema Trocadero che è stato sgomberato per la costruzione dei blocchi D ed E.
Metro Central Heights è diventato un edificio storico il 9 luglio 2013, quando il ministro della Cultura, Ed Vaizey, ha accettato la raccomandazione di English Heritage per l'inserimento tra gli edifici classificati di grado II.